# Iglesia de la Virgen del Rosario (Cosapilla)
La iglesia de la Virgen del Rosario es un templo católico ubicado en la localidad de Cosapilla, comuna de General Lagos, Región de Arica y Parinacota, Chile. Construida en el siglo xviii, fue declarada monumento nacional de Chile, en la categoría de monumento histórico, mediante el Decreto n.º 294, del 7 de noviembre de 2016.

## Historia
Construida en estilo barroco andino en el siglo xviii, su primera mención documentada data de 1804.

## Descripción
Cuenta con cimientos de piedra, muros de piedra tipo pirca con mortero de barro, armadura de madera de queñoa, y cubierta de caña, totora y paja brava. La torre campanario está adosada a la iglesia, y consta de un cuerpo y campanario de piedra rústica, con una cúpula de piedra. El muro perimetral es de piedra rústica y tiene dos arcos de medio punto de acceso.
Al interior se encuentra un retablo de piedra de retícula colonial con tres calles, con pintura mural con motivos florales.